# Emil Ransdorf
Emil Ransdorf (12. září 1920 Nové Zámky – 20. července 1974 New York) byl český právník, novinář, představitel vysokoškolského studentstva a politický činitel československého exilu ve Spojených státech.

## Život
Narodil se v roce 1920 v Nových Zámcích. V roce 1939 maturoval na Státním reformním reálném gymnáziu v Jihlavě. Po německé okupaci působil v Kuratoriu pro výchovu mládeže v Čechách a na Moravě. V letech 1945 až 1948 působil jako předseda spolku československých právníků Všehrd. Působil také jako předseda Klubu národně socialistických akademiků v rámci mládežnické organizace Mladých národních socialistů. Byl předsedou Svazu vysokoškolského studentstva, který se pod jeho vedením podařilo v lednu 1948 vymanit z dominantního vlivu komunistů. V Únoru 1948 byl jako vůdce studentstva jedním z hlavních organizátorů největšího pochodu studentů na Pražský hrad na podporu nepřijetí demise demokratických ministrů prezidentem Benešem, který byl násilně rozehnán policejním sborem SNB. Po uchopení moci komunistickým režimem byl akčním výborem rozpuštěn spolek Všehrd i svaz studentstva pod jeho vedením a Emil Ransdorf byl stíhán a pronásledován Státní bezpečností. Za hranice se mu podařilo uprchnout po železnici, ukrytý ve střešním prostoru jídelního vozu.
Emigroval do Spojených států, kde působil v československých exilových organizacích. Po roce 1949 působil v Radě svobodného Československa, kde patřil ke skupině okolo Petra Zenkla. V roce 1956 patřil mezi jednoho ze zakladatelů exilového časopisu Svědectví. Jeho redakci opustil po neshodách ohledně gradualistické koncepce oponentního dialogu s režimem v Československu, kterou prosazoval šéfredaktor listu Pavel Tigrid. Mezi okruh jeho exilových spolupracovníků patřil Leopold Pospíšil či Peter Demetz. Zemřel v roce 1974 v New Yorku.